# The Dinky Toys
 (juin 2021).
Si vous disposez d'ouvrages ou d'articles de référence ou si vous connaissez des sites web de qualité traitant du thème abordé ici, merci de compléter l'article en donnant les références utiles à sa vérifiabilité et en les liant à la section « Notes et références ».
Cet article concerne le groupe de musique. Pour la marque de jouets, voir Dinky Toys.
The Dinky Toys est un groupe belge de pop du début des années 1990 influencé de ska, hip-hop, flamenco et d'autres genres musicaux.

## Membres de la formation
- Kid Coco
- Joris Angenon
- Ruud van Damme
- Martijn Bal
- Vincent/Vinzy/Goeminne

## Albums
- The colour of Sex (EMI/Creastars, 1992)
- Colour blind (BMG Ariola/Creastars, 1993)
- Keep Hope Alive (Creastars, 1994)
- The Best of The Dinky Toys (1999)